# Brian Hayward
Brian George Hayward, född 25 juni 1960, är en kanadensisk före detta professionell ishockeymålvakt som tillbringade elva säsonger i den nordamerikanska ishockeyligan National Hockey League (NHL), där han spelade för Winnipeg Jets, Montreal Canadiens, Minnesota North Stars och San Jose Sharks. Han släppte in i genomsnitt 3,72 mål per match och hade åtta nollor (inte släppt in ett mål under en match) på 357 grundspelsmatcher. Hayward spelade också för Jets de Sherbrooke och Canadiens de Sherbrooke i American Hockey League (AHL); Kalamazoo Wings i International Hockey League (IHL) samt Cornell Big Red i National Collegiate Athletic Association (NCAA).
Han blev aldrig NHL-draftad.
Hayward vann William M. Jennings Trophy, tillsammans med målvaktskollegan Patrick Roy, för säsongerna 1986–1987, 1987–1988 och 1988–1989.
Samtidigt som han spelade för Cornell Big Red, avlade han en kandidatexamen i företagsekonomi vid Cornell University. Efter spelarkarriären har Hayward arbetat som sportkommentator för Anaheim Ducks, sedan ishockeyorganisationen bildades 1993. Han har även synts på ishockeysändningar på ABC, CBC, ESPN och NBC rörande NHL och internationell ishockey.